# Nawrócenie Kartlii
Nawrócenie Kartlii (oryg. gruz. მოქცევაჲ ქართლისაჲ, Mokcewaj Kartlisaj) – zabytek literatury starogruzińskiej, najstarsza znana kronika gruzińska.
Tytuł Nawrócenie Kartlii odnosi się do działalności świętej Nino w Iberii i przyjęcia chrześcijaństwa przez króla Miriana III w 337. Według Davida Kolbai zaczął powstawać bezpośrednio po tym wydarzeniu. Bohdan i Krzysztof Baranowscy sytuują czas jego powstania na VII wiek. Autor dzieła nie jest znany.
Nawrócenie Kartlii przedstawia dzieje Gruzji od czasów najazdów Aleksandra Macedońskiego, poprzez proces chrystianizacji, której poświęca szczególnie wiele miejsca, aż do lat 30. VII stulecia. Dzieło zostało następnie uzupełnione o wykaz katolikosów Kościoła Gruzji oraz eristawów do początków IX stulecia.
Oryginalny rękopis kroniki nie zachował się. Dzieło znane jest z dwóch kopii: rękopisu szatberdskiego, powstałego w monasterze Szatberdi w latach 70. X wieku ze starszej kopii spisanej w IX w. oraz znacznie młodszej kopii powstałej w monasterze Czeliszi w XIV-XV w..
Nawrócenie Kartlii z języka starogruzińskiego na język polski przełożył David Kolbaia, dedykując swoją pracę papieżowi Janowi Pawłowi II i katolikosowi-patriarsze Gruzji Eliaszowi II, z okazji nawiązania stosunków dyplomatycznych między Gruzją a Watykanem.